# 黎倩儀 (香港)
黎倩仪（英語：Steffie Lai），現為香港無綫電視編劇及編審，曾為香港记者。2004年入行，2005年入職無綫電視編劇，參與創作劇集包括《古靈精探》系列、《潜行狙击》和《衝上雲霄II》。於2015年升為編審，首部編審的劇集是與葉天成合作的《城寨英雄》。

## 編審／編劇列表

### 電視劇（無綫電視）
- 2006年：《潮爆大狀》編劇、《東方之珠》編劇
- 2007年：《凶城計中計》編劇、 《律政新人王II》編劇
- 2008年：《古靈精探》編劇、《當狗爱上猫》編劇、《尖子攻略》編劇
- 2009年：《桌球天王》編劇、《古靈精探B》編劇
- 2010年：《女王辦公室》編劇
- 2011年：《魚躍在花見》編劇、《洪武三十二》編劇、《潜行狙击》編劇
- 2012年：《名媛望族》編劇
- 2013年：《衝上雲霄II》編劇、《情逆三世緣》編劇、《貓屎媽媽》編劇
- 2015年：《華麗轉身》編劇
- 2016年：《城寨英雄》編審+編劇（與葉天成合作）
- 2017年：《使徒行者2》編審+編劇（與葉天成合作）
- 2018年：《波士早晨》編劇、《三個女人一個「因」》編審+編劇
- 2019年：《十二傳說》編審+編劇
- 2020年：《使徒行者3》編審（與葉天成、羅佩清合作）
- 2022年：《青春不要臉》編審+編劇
- 2023年：《你好，我的大夫》編審+編劇
- 2024年：《奔跑吧！勇敢的女人們》編審+編劇
- 未播映：《非常檢控觀》編審+編劇、《俠醫》編審+編劇（與麥世龍合作）

### 電影
- 2011年：《Laughing Gor之潛罪犯》

## 獎項
| 年份   | 頒獎典禮               | 獎項                  | 劇集                   | 結果 |
| ------ | ---------------------- | --------------------- | ---------------------- | ---- |
| 2018年 | 萬千星輝頒獎典禮2018   | 馬來西亞最喜愛TVB劇集 | 《三個女人一個「因」》 | 獲獎 |
| 2018年 | 萬千星輝頒獎典禮2018   | 新加坡最喜愛TVB劇集   | 《三個女人一個「因」》 | 獲獎 |
| 2018年 | 觀眾在民間電視大奬2018 | 民選最佳劇本          | 《三個女人一個「因」》 | 獲獎 |
| 2018年 | 香港电視大獎2018       | 劇集獎                | 《三個女人一個「因」》 | 獲獎 |